# ميخائيل ديفاني
ميخائيل ديفاني (بالإنجليزية: Michael Devaney)‏ هو منافس ألعاب قوى أمريكي، ولد في 6 يونيو 1891 في بيلفيل ‏ في الولايات المتحدة، وتوفي بنفس المكان في 25 يناير 1967.

## وصلات خارجية
- ميخائيل ديفاني على موقع اللجنة الأولمبية الدولية (الإنجليزية)
- ميخائيل ديفاني على موقع أوليمبيديا (الإنجليزية)

1. ↑   https://www.olympic.org/michael-aloysius-devaney. {{استشهاد ويب}}: |url= بحاجة لعنوان (مساعدة) والوسيط |title= غير موجود أو فارغ (من ويكي بيانات) (مساعدة)